# NGC 6043B
NGC 6043B (другие обозначения — MCG 3-41-86, ZWG 108.109, PGC 1541265) — галактика в созвездии Геркулес.
Этот объект не входит в число перечисленных в оригинальной редакции «Нового общего каталога» и был добавлен позднее.